# Caesalpinia pluviosa
Caesalpinia pluviosa är en ärtväxtart som beskrevs av Dc. Caesalpinia pluviosa ingår i släktet Caesalpinia och familjen ärtväxter.

## Underarter
Arten delas in i följande underarter:
- C. p. cabraliana
- C. p. intermedia
- C. p. paraensis
- C. p. peltophoroides
- C. p. pluviosa
- C. p. sanfranciscana

## Bildgalleri

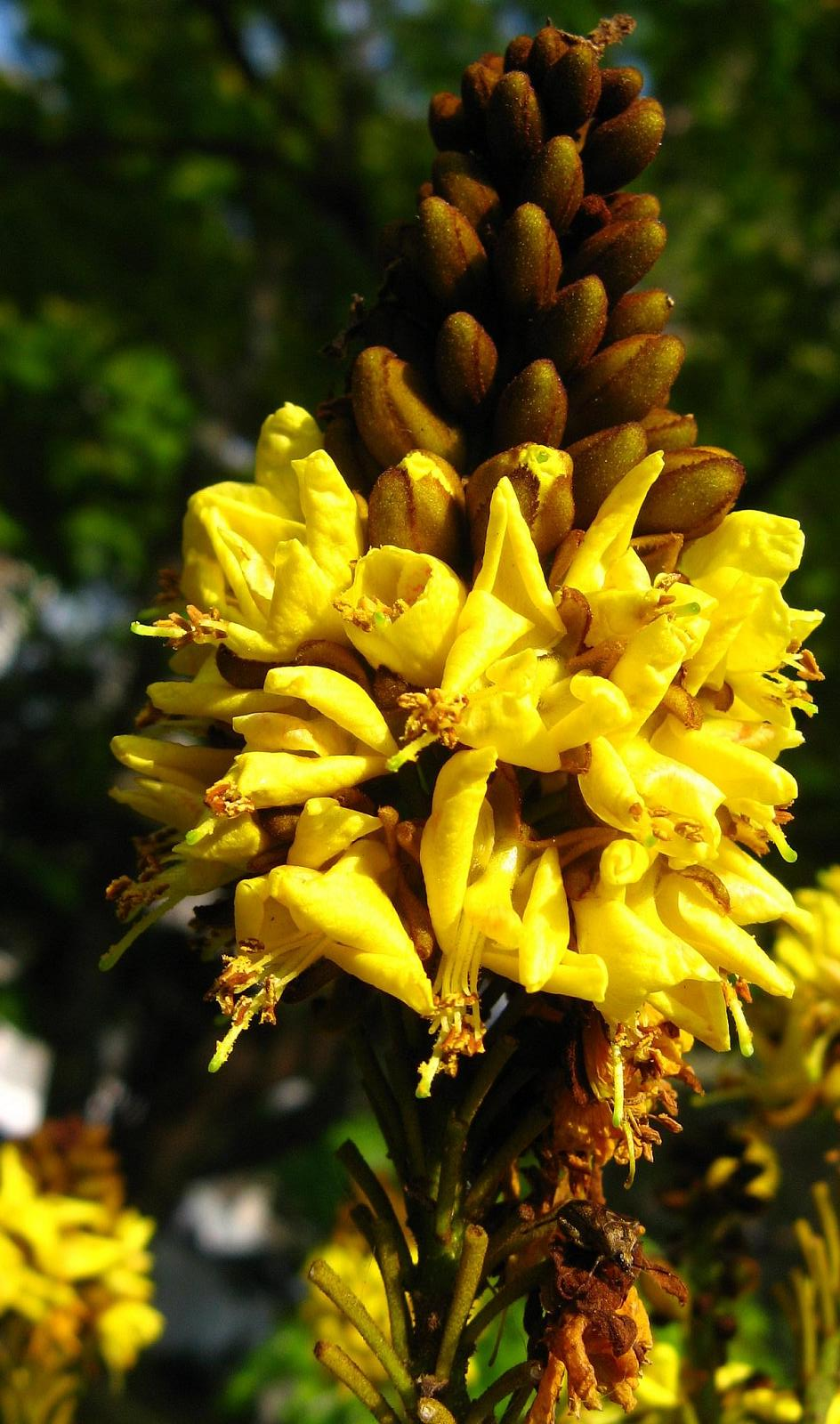
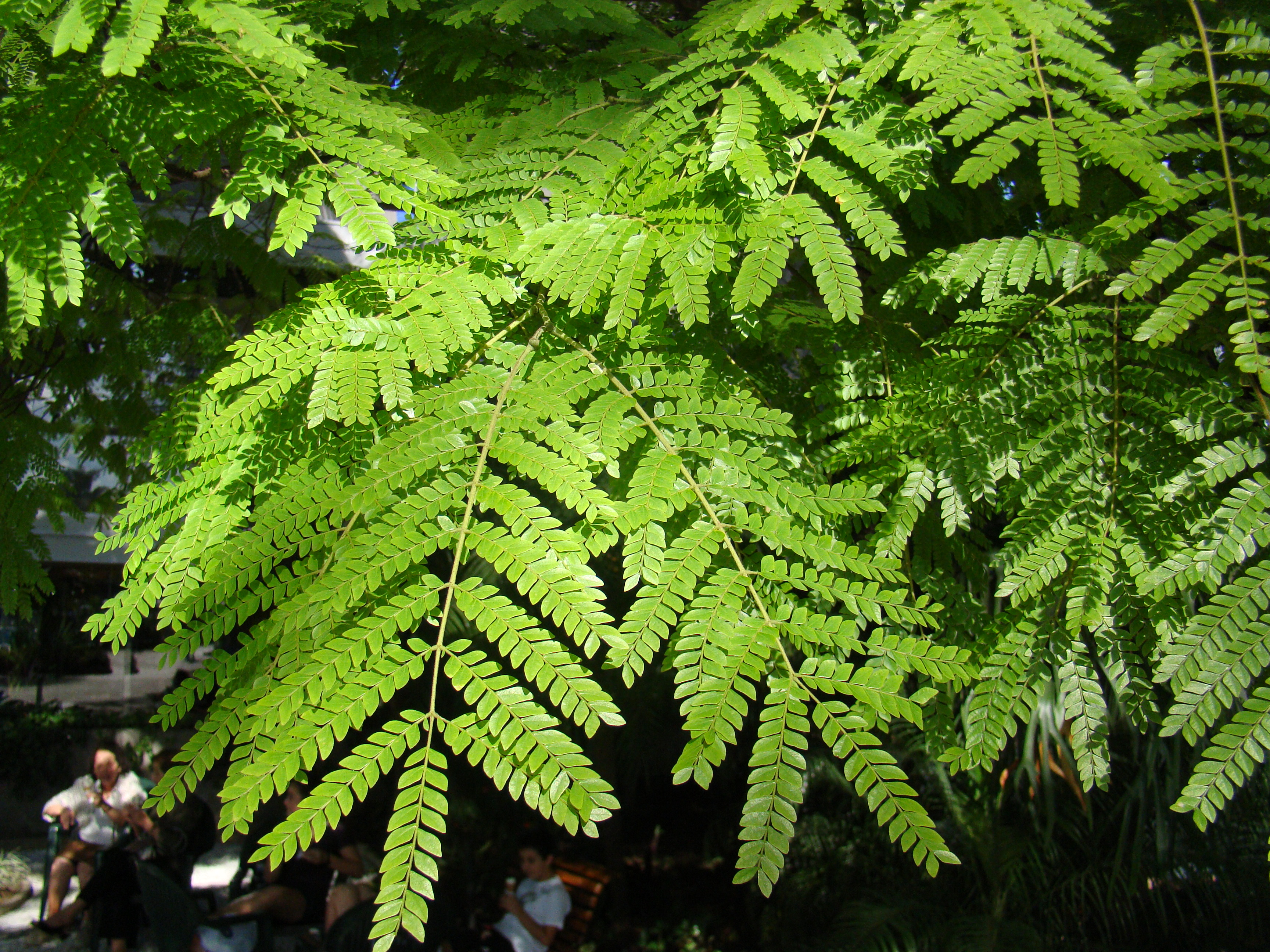
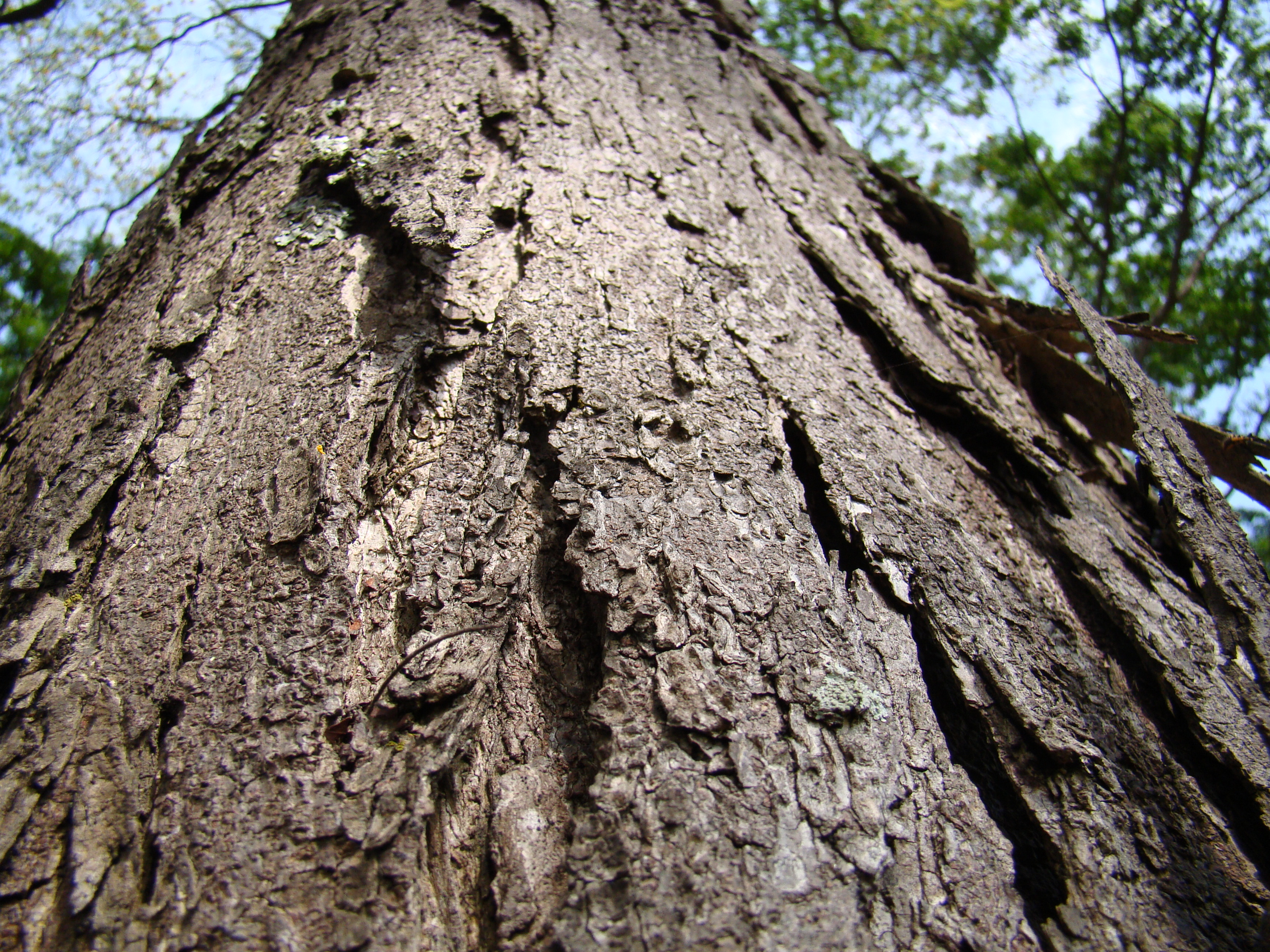
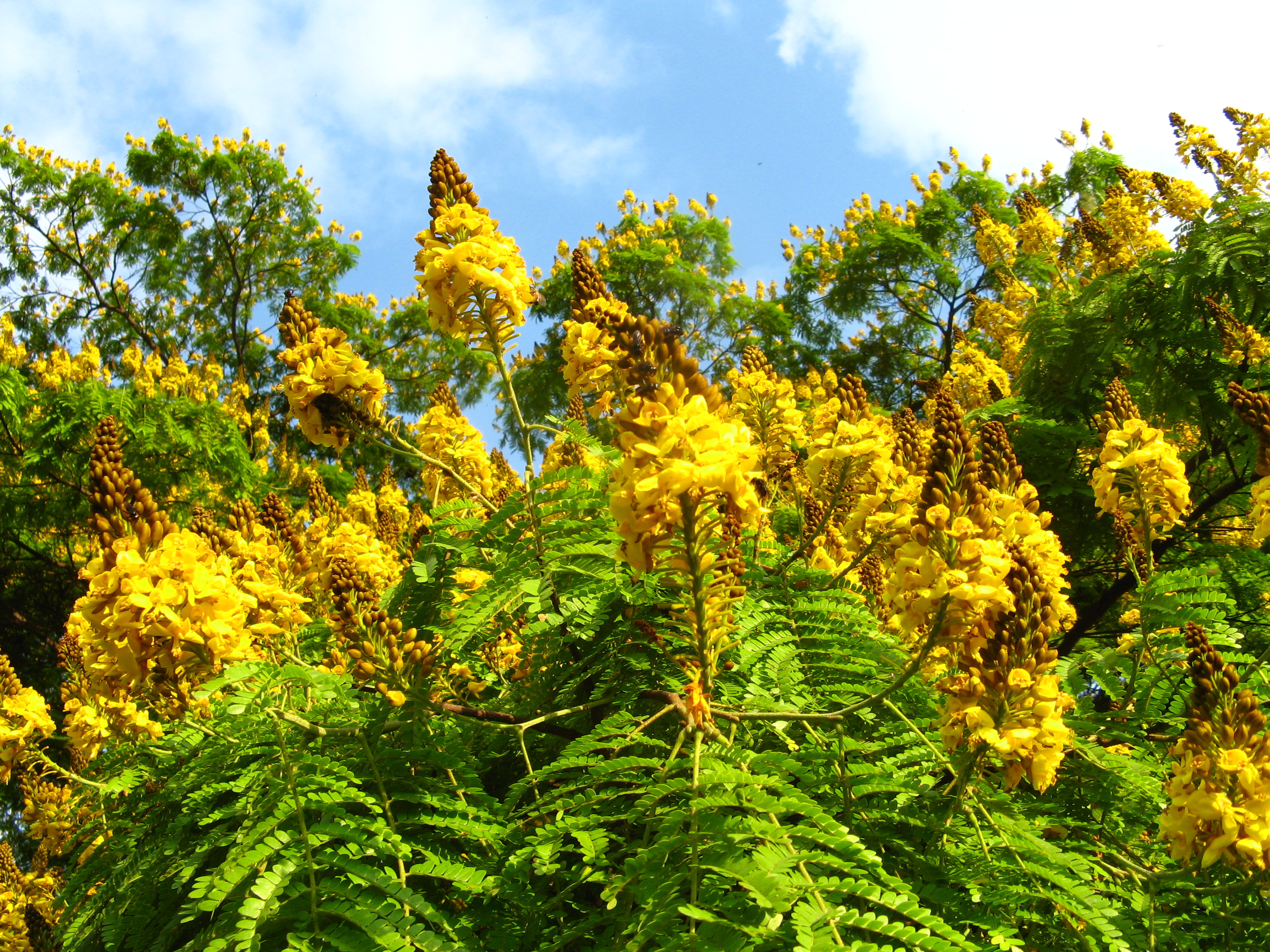
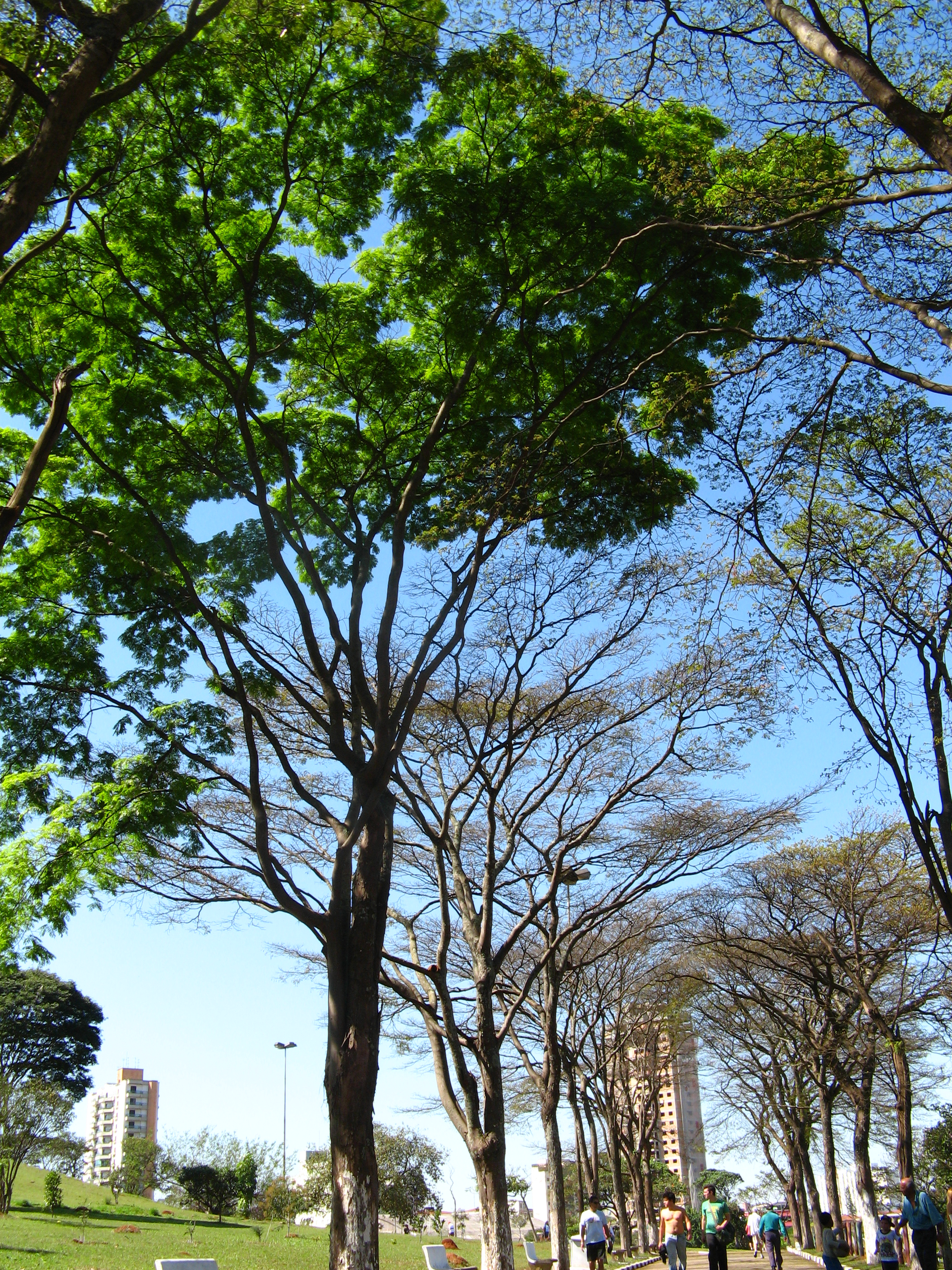
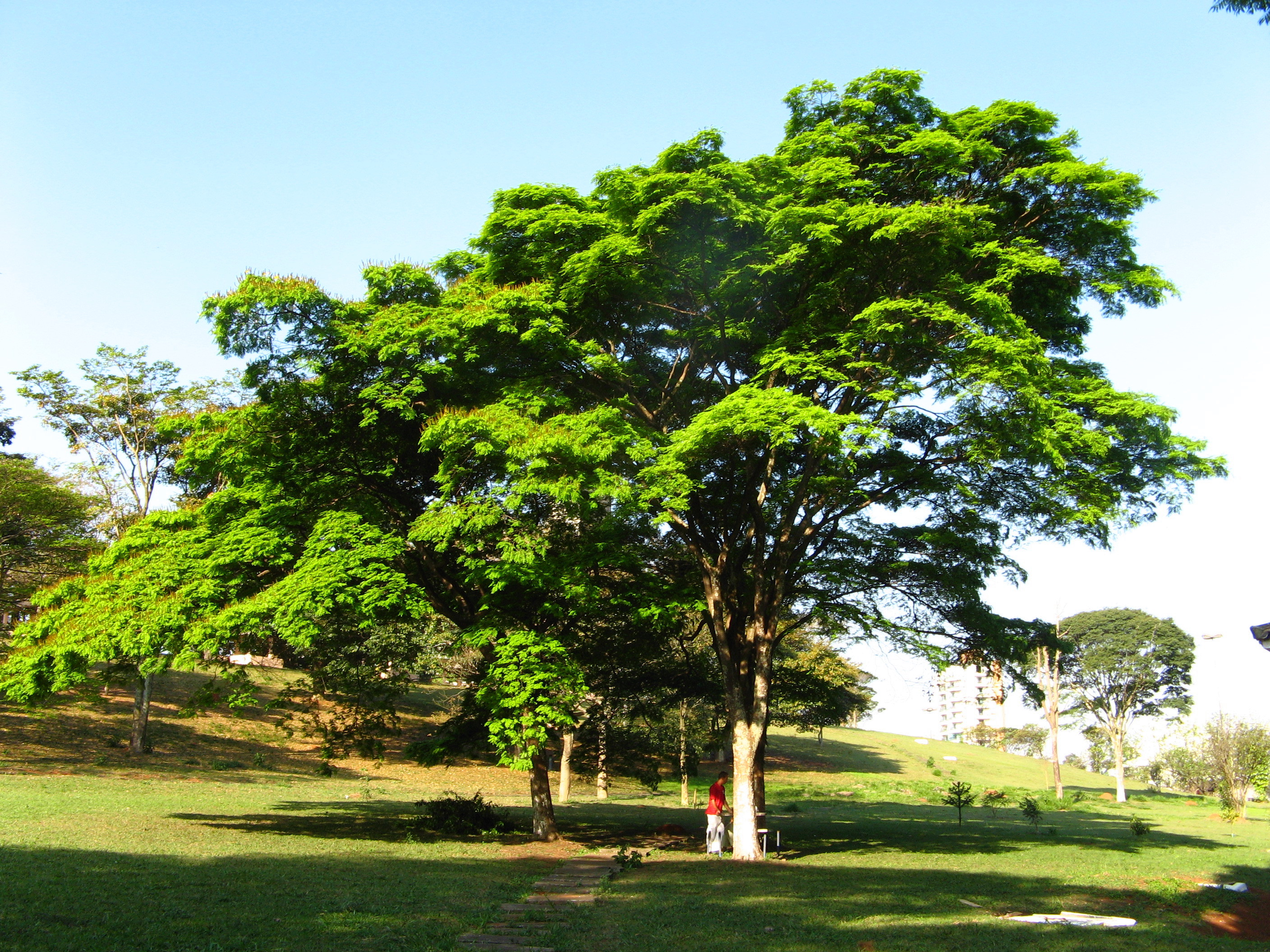